# Aeroflot-Flug 04
Am 15. August 1958 verunglückte eine Tupolew Tu-104 auf dem 1. Abschnitt des innersowjetischen Linienfluges Aeroflot-Flug 04 von Chabarowsk über Irkutsk nach Moskau, wobei alle 64 Insassen starben. Es handelte sich um den ersten Unfall einer Tu-104 mit Todesopfern.

## Flugzeug und Besatzung
Das Flugzeug war eine Tupolew Tu-104A (Luftfahrzeugkennzeichen СССР-Л5442, Werknummer:7350303), die ab dem 28. November 1957 bis zum Unfall 1041 Flugstunden und 401 Flugzyklen absolvierte. Als sie im Juli 1958 in Amsterdam landete, wurde sie fotografiert und vom niederländischen Fernsehen gefilmt.
Die Besatzung bestand aus Flugkapitän Pawel Fjodorowitsch Barabanow, dem Ersten Offizier  Alexander Weniaminowitsch Bdojan, dem Flugingenieur Gleb Alexandrowitsch Maslennikow und dem dazu Auszubildenden Wassili Jefimowitsch Martynow, dem Navigator Makar Makarowitsch Lasorko und dem dazu Auszubildenden Wiktor Georgiwitsch Drigo, dem Funker Alexander Grigorjewitsch Anikin und den Flugbegleitern Wladimir Iwanowitsch Jefimow, Jewgenija Fjodorowna Karnatschewa und Tamara Fjodorowna Schtschepinowa.

## Verlauf
Um 21:45 Uhr Ortszeit hob die Tu-104 in Chabarowsk mit einer Verspätung von 3 Stunden und 35 Minuten ab. Für die Flugroute wurden schwere Gewitter mit Regen vorhergesagt. Als das Flugzeug um 21:50 Uhr in 150 km Entfernung zum Flughafen war, erhielten die Piloten die Anweisung, auf 9.000 m zu steigen, um dem Unwetter auszuweichen. Da es sich bereits in Cumuluswolken befand und es diese nicht überfliegen konnte, wies der Fluglotse an, erst eine Rechtskurve und dann eine Linkskurve zu fliegen, um an Höhe für den Überflug zu gewinnen. Um 22:00 Uhr erfolgte am Flughafen ein Schichtwechsel und der jetzige Fluglotse gab den Piloten, die eine Höhe von 8.600 m meldeten, auf Anfrage die Freigabe zunächst mit Kurs auf Archara auf 11.000 m zu steigen und nach dem Überflug wieder auf 9.000 m zu sinken. Da sich das Flugzeug auf jener Höhe immer noch in den Wolken befand, erbaten die Piloten weitere Anweisungen. Daraufhin sollten sie auf 12.000 m steigen. Um 22:12 Uhr meldeten sie das Durchbrechen der Wolken auf 11.600 m. Nach Erreichen von 12.000 m funkte der Kapitän, dass er über den Wolken sei und in Entfernung weitere Wolken sehe. Falls er diese nicht umfliegen könne, würde er nach Chabarowsk zurückkehren. Auf einen Funkspruch des Lotsen antworteten die Piloten 22:18 Uhr „Минутку, минутку“ („Eine Minute, Eine Minute“) sowie um 22:19 mit angespannter Stimme, was auf einen Notfall an Bord hinwies. Dies war der letzte Funkkontakt mit den Piloten.

## Ursache
Kurze Zeit später wurde das verbrannte Wrack 31 km nordwestlich von Talakan bzw. 215 km nordwestlich von Chabarowsk in einem 450 m langen Trümmerfeld gefunden. Das Flugzeug prallte um ca. 22:20 Uhr intakt auf, wobei es um 60° nach unten und etwas nach rechts geneigt war. Beide Triebwerke waren ausgefallen und das Fahrwerk ausgefahren. Die Wetteraufzeichnungen zeigten, dass im Gebiet zwischen Archara, Magdagatschi und Birobidschan sich auch auf über 12.000 m kräftige Cumuluswolken bildeten und starke Aufwinde wehten, was beides nicht in der Wettervorhersage enthalten war. Dies wurde auch von Tu-16-Piloten, die ca. 150–200 km nördlich von Flug 04 unterwegs waren, berichtet.
Bei einer Masse von 66 t hätte das Flugzeug bei normaler Schubeinstellung maximal auf 11.700 m steigen können, weswegen die Triebwerke auf erhöhtem Schub laufen mussten. Unter diesen Umständen reichten bereits kleine Aufwinde für einen Steigflug, durch den das Fahrwerk ausgefahren wurde und es zum Strömungsabriss kam. Das Ausfallen der Triebwerke und das ausgefahrene Fahrwerk erschwerten das Abfangen. Außerdem verloren die Piloten in der dunklen Nacht die räumliche Orientierung, zumal vermutlich die Betriebsgrenzen der künstlichen Horizonte überschritten wurden und diese falsche Werte anzeigten.
Bei anderen Zwischenfällen mit der Tu-104 noch im selben Jahr gab es Anzeichen, dass unter bestimmten Umständen auf Reiseflughöhe, die sowohl in der Nähe von Gewitter als auch bei klarem Himmel auftraten, die Längskontrolle gestört wurde, bei der es trotz Versuchen der Besatzungen, eine stabile Fluglage zu halten, zum Strömungsabriss kam. Dabei kam es zum Triebwerksausfall, Ausfahren des Fahrwerks, zum zeitweiligen Versagen des künstlichen Horizonts oder einer Kombination davon. Trotzdem wurde diese gefährliche Eigenschaft nie untersucht.
Die Ermittler leiteten folgende Unfallfaktoren ab:
- 1) Entgegen dem Flughandbuch haben die Piloten nicht die Wetterlage analysiert und sind trotz der widrigen Bedingungen abgehoben.
- 2) Die Piloten hatten in Irkutsk vor dem Flug nach Chabarowsk eine Pause in einer Dispensaire eingelegt. Bei Beachtung der Arbeitszeit hätten sie aber nicht in eine Dispensaire gehen dürfen. Diese angeblich abgesprochene Verspätung, führte dazu, dass das Flugzeug 3:35 h später startete, als es bereits Nacht war und viel schlechtere Wetterbedingungen herrschten.
- 3) Die unzureichende Vorbereitung bezüglich der Navigation
- 4) Eine unzureichende Wettervorhersage, die nicht die Entwicklung über den Wolken beschrieb
- 5) Unklare Definition der maximalen Flughöhe für die Tu-104, die nicht die Masse berücksichtigte
- 6) Fehlende Richtlinien für die Piloten, wie sie sich im Falle eines Strömungsabrisses verhalten sollten

Letztendlich sahen sie die Schuld in den beiden Fluglotsen und dem Kapitän. Der erste Fluglotse hatte unzureichend auf die tatsächliche Schwere der Wettersituation hingewiesen und einen Weiterflug zugelassen. Der zweite Fluglotse handelte ähnlich. Anstatt eine Umkehr zum Flughafen einzuleiten oder die Piloten auf ihr Fehlverhalten aufmerksam zu machen, beließ er es beim bloßen Empfangen des Funks. Der Kapitän wiederum, der mit Verspätung und unzureichender Vorbereitung abhob, versuchte um jeden Preis den Flug durchzuführen.

## Ähnliche Unfälle
Knapp 2 Monate später stürzte eine weitere Tu-104 ab, nachdem sie von einem Aufwind gepackt wurde.